# ボロルタイ
ボロルタイ（モンゴル語: Boroldai、生没年不詳）は、13世紀初頭にモンゴル帝国に仕えたアルラト部出身の万人隊長。
『元史』などの漢文史料では孛欒台(bóluántái)、『集史』などのペルシア語史料ではبورالتای(būrāltāī)と記される。

## 概要
ボロルタイはモンゴル帝国の創設者チンギス・カンに仕えて右翼万人隊長となったボオルチュ・ノヤンの一族出身で、ボオルチュの死後はその地位を継承した。ボロルタイの出自について『元史』博爾朮伝は「ボオルチュの息子」とするが、『集史』は「ボオルチュの甥」とし、記述が食い違う。ただし、モンゴルでは同世代の者を兄弟と呼び合うので、本来「甥」とするべき箇所を誤解して「息子」と書き記した可能性がある。
ボロルタイの事蹟についてはあまり記録がないが、モンゴル帝国第2代皇帝オゴデイの治世に活躍していたと見られる。オゴデイ・カアンは金朝を征服した後、征服地を「投下領」として諸王・勲臣に分配した（丙申年分撥）が、この時ボロルタイは「右手万戸三投下」の代表として邢州（後の順徳路）に領地・領民を与えられている。広平路内にはオロナウル・アルラト部の親族オロナウル・ケレングト部のバダイとキシリク（邢州）、オロナウル・コンゴタン部のテムデイ駙馬（広平路磁州）、ボロルタイの親族オゲレ・チェルビ（広平路威州）らも領地を得ており、「右手万戸三投下」とはオロナウル3氏族（アルラト・ケレングト・コンゴタン）所属のノヤンに与えられた投下領の総称であると考えられている。
広平路は代々ボロルタイの子孫に受け継がれ、後にこの投下領にちなんでボロルタイ家には「広平王」という王号が授与された。ボロルタイ自身も後に「広平王」位を追封されている。

## 子孫
『集史』「アルラト部族志」は三人のボロルタイの息子について記録を残している。

### バルジク
『集史』「アルラト部族志」によると、第4代皇帝モンケの治世にはボロルタイの息子のバルジクが父の地位を継承し、万人隊長になっていたという。
『元史』によると、1251年にコデエ・アラルで開催されたクリルタイにバルジクは右翼諸将の代表（西方諸大将）として出席し、他の出席者とともにモンケを新たなカアンに推戴したという。
また、『五族譜』「モンケ・カアンの御家人一覧」では御家人筆頭のジャライル部のモンケセルに次ぐ、2番目に名前を挙げられている。

### ジルカミシュ
『集史』「アルラト部族志」によると、第5代皇帝クビライ・カアンの治世において、ボオルチュ家当主（右翼万人隊長）の地位はボルチュの息子のアジュルに受け継がれ、その後更にボロルタイの息子のジルカミシュに受け継がれたという。しかし、ジルカミシュがいつ万人隊長となったか、どのような活躍をしたかは全く記録がなく不明である。

### ウズ・テムル
ボロルタイの息子の一人で、政戦両面において多大な功績を残したため、「ウルグ・ノヤン」の称号でも知られた。第6代皇帝テムルの即位にも尽力したため、ウズ・テムルの家系は大元ウルスにおいて最も繁栄した。

## アルラト部広平王ボオルチュ家
- ナク・バヤン（Naqu Bayan ＞納忽伯顔/nàhū bǎiyán）
  - 右翼万人隊長ボオルチュ・ノヤン（Bo'orču ＞孛斡児出/bówòérchū,بورچى نويان/būrchī nūyān）
    - 右翼万人隊長ボロルタイ（Boroldai ＞孛欒台/bóluántái,بورالتای/būrāltāī）
      - 西方大将バルジク（Balčiq ＞班里赤/bānlǐchì,بالجیق/bāljīq）
      - ジルカミシュ（J̌irqamiš ＞جیرقامیش/jīrqāmīsh）
      - オルク・ノヤン＝御史大夫ウズ・テムル（Üz temür ＞玉昔帖木児/yùxī tièmùér,اور تیمور/ūz tīmūr）
        - 広平王ムラク（Mulaq ＞木剌忽/mùlàhū）
          - 広平王アルクトゥ（Arqtu ＞阿魯図/ālŭtú）

        - 万人隊長トオリル（To'oril ＞脱憐/tuōlián）
        - 御史大夫トクトガ（Toqtoγa ＞脱忒哈/tuōtèhā）

    - アジュル・ノヤン（Aǰul Noyan ＞阿朮魯/āzhúlŭ,اجل نویان/ājul nūyān）
    - エル・テムル（El temür ＞یل تمور/īltimūr）

  - オゲレ・チェルビ（Ögele Čerbi ＞斡闊烈闍里必/wòkuòliè shélǐbì,اوکلا جربی/ūkla jarbī）